# Бланчфлауэр, Джеки
Джон Бланчфла́уэр (англ. John Blanchflower; 7 марта 1933, Белфаст — 2 сентября 1998, Манчестер), более известный как Дже́ки Бланчфла́уэр (англ. Jackie Blanchflower) — североирландский футболист. Воспитанник молодёжной академии «Манчестер Юнайтед». Сыграл за «Юнайтед» 117 матчей. В 1958 году карьера Джеки завершилась из-за тяжелых травм, которые он получил в мюнхенской авиакатастрофе. Он был младшим братом Дэнни Бланчфлауэра, знаменитого капитана «Тоттенхэм Хотспур».

## Карьера

### Манчестер Юнайтед
Профессиональный дебют Джеки Бланчфлауэра за «Манчестер Юнайтед» состоялся 24 ноября 1951 года в матче против «Ливерпуля» на «Энфилде». Он завоевал вместе с клубом два чемпионских титула: в 1956 и 1957 годах. Одноклубники дали ему прозвище «Тростинка» (Twiggy). Джеки был известен своей универсальностью: изначально играл роль нападающего, но Мэтт Басби увидел в нём навыки правильного выбора позиции и борьбы в воздухе, поэтому он был переведён в позицию центрального хавбека. За свою клубную карьеру Джеки забил 27 голов. Кроме того, он выступал за сборную Северной Ирландии, проведя за неё 12 матчей.

### Мюнхенская авиакатастрофа
6 февраля 1958 года по возвращении команды «Манчестер Юнайтед» из Белграда самолёт с футболистами на борту потерпел крушение в аэропорту Мюнхена. 23 человека из 43 пассажиров на борту погибли. Джеки Бланчфлауэр выжил, но получил тяжелые травмы: переломы костей таза, рук и ног, травму почек; его правая рука была практически оторвана от тела. После лечения он пытался вернуться в футбол, но так и не смог полностью восстановиться. Врачи запрещали ему играть в футбол, опасаясь травмирования повреждённых почек, и Джеки вскоре оставил попытки вернуться в футбол. Мюнхенская авиакатастрофа поставила крест на его футбольной карьере. Джеки было всего 24 года.

### Дальнейшая жизнь
После ухода из футбола Джеки пробовал работать на разных местах в Манчестере, но ему сильно не везло с работой. Он управлял магазином, торгующим сладостями и газетами, но затем за углом открылся супермаркет, из-за которого он потерял всех клиентов. Затем он работал букмекером, но из-за холодной зимы 1963 года, когда Британию на несколько недель завалило снегом, скачки были отменены, и Джеки потерял работу. В 1967 году он стал владельцем паба, но через две недели стали активно применяться алкотестеры, что привело к снижению продаж алкоголя среди клиентов с водительскими правами. Он пошёл на работу в типографию, но был сокращён со своей должности в 1976 году.
Он обучился на финансиста и начал карьеру бухгалтера, заняв должность в Союзе молодёжи Большого Манчестера. Позднее он стал послеобеденным оратором и регулярно выступал с послеобеденными речами практически до своей смерти в 1998 году.

## Смерть
2 сентября 1998 года Джеки Бланчфлауэр умер от рака в возрасте 65 лет. Он скончался вторым из числа футболистов, выживших в мюнхенской авиакатастрофе (первым умер Джонни Берри в 1994 году).

## Достижения
Манчестер Юнайтед
- Чемпион Первого дивизиона (2): 1955/56, 1956/57
- Обладатель Суперкубка Англии (2): 1956, 1957
- Итого: 4 трофея

## Статистика выступлений
| Клуб              | Сезон            | Лига | Лига | Кубок Англии | Кубок Англии | Кубок чемпионов | Кубок чемпионов | Суперкубок Англии | Суперкубок Англии | Итого | Итого |
| Клуб              | Сезон            | Игры | Голы | Игры         | Голы         | Игры            | Голы            | Игры              | Голы              | Игры  | Голы  |
| ----------------- | ---------------- | ---- | ---- | ------------ | ------------ | --------------- | --------------- | ----------------- | ----------------- | ----- | ----- |
| Манчестер Юнайтед | 1951/52          | 1    | 0    | 0            | 0            | -               | -               | 0                 | 0                 | 1     | 0     |
| Манчестер Юнайтед | 1952/53          | 1    | 0    | 0            | 0            | -               | -               | 0                 | 0                 | 1     | 0     |
| Манчестер Юнайтед | 1953/54          | 27   | 13   | 1            | 1            | -               | -               | 0                 | 0                 | 28    | 14    |
| Манчестер Юнайтед | 1954/55          | 29   | 10   | 3            | 0            | -               | -               | 0                 | 0                 | 32    | 10    |
| Манчестер Юнайтед | 1955/56          | 18   | 3    | 0            | 0            | -               | -               | 0                 | 0                 | 18    | 3     |
| Манчестер Юнайтед | 1956/57          | 11   | 0    | 2            | 0            | 3               | 0               | 0                 | 0                 | 16    | 0     |
| Манчестер Юнайтед | 1957/58          | 18   | 0    | 0            | 0            | 2               | 0               | 1                 | 0                 | 21    | 0     |
| Всего за карьеру  | Всего за карьеру | 105  | 26   | 6            | 1            | 5               | 0               | 1                 | 0                 | 117   | 27    |